# Увейс I
Уве́йс I (араб. شيخ أويس‎, Шейх Увейс; 1338, Багдад — 1374, Тебриз) — султан из династии Джелаиридов, правивший в Багдаде.
Отцом Увейса и предшественником был Хасан Бузург. Мать — чобанидская принцесса Дильшад-хатун, дочь Димишк-ходжи. В 1357 году он присоединил к своим владениям Иранский Азербайджан, разбив армию Чобанидов. В 1364 году он завоевал Мосул, а в 1368 году — Ширван. Умер в 1374 году во время похода в Хорасан. Сыном и преемником Увейса стал Хусайн I. Другим его сыном был Ахмед Джалаир.